# Wybory prezydenckie w Stanach Zjednoczonych w 1968 roku

Mapa wyborcza Stanów Zjednoczonych w 1968 roku. Liczba na mapie określa liczbę przedstawicieli stanu w Kolegium Elektorów

Wybory prezydenckie w Stanach Zjednoczonych w 1968 roku – czterdzieste szóste wybory prezydenckie w historii Stanów Zjednoczonych. Na urząd prezydenta wybrano Richarda Nixona, a wiceprezydentem został Spiro T. Agnew.

## Kampania wyborcza
Wybory prezydenckie w 1968 roku odbywały się w cieniu trwającej wojny wietnamskiej i to właśnie ona była głównym tematem kampanii wyborczej. Żadna z dominujących sił politycznych nie miała wówczas oczywistego kandydata na prezydenta. W Partii Republikańskiej o nominację starali się George W. Romney, Nelson Rockefeller, Ronald Reagan i Richard Nixon. Ponieważ Nixon przegrał już raz wybory w 1960, dwa lata później przegrał wybory na gubernatora Kalifornii, więc musiał przekonać bossów partyjnych, że nie jest „kandydatem przegranym”. By tego dowieść, zawiązał sojusz ze Stromem Thurmondem, obiecując że powoła Południowców do sądów federalnych i Sądu Najwyższego. Zapowiedział także złagodzenie walki z segregacjonizmem co przysporzyło mu poparcia na Południu, kosztem Reagana i ogłosił gotowość do rychłego zakończenia wojny w Wietnamie. Kandydatem na wiceprezydenta został Spiro Agnew. W Partii Demokratycznej istniał dwugłos w sprawie sytuacji w Indochinach – urzędujący wiceprezydent Hubert Humphrey chciał kontynuowania wojny, natomiast Eugene McCarthy i Robert F. Kennedy byli nastawieni bardziej pokojowo. Kennedy pokonał w prawyborach McCarthy’ego, ale zmarł w wyniku zamachu w czerwcu 1968. Wobec tego na konwencji partii w Chicago nominację uzyskał Humphrey. Dodatkowo, demokratyczny gubernator Alabamy, George Wallace założył własne ugrupowanie Amerykańską Partię Niezależnych i zgłosił swój akces w wyborach. Był zdecydowanym zwolennikiem segregacji rasowej, co zapewniło mu głosy głębokiego Południa i klasy robotniczej na Północy. Główną przyczyną zwycięstwa Nixona w wyborach były jego zapowiedzi zakończenia wojny wietnamskiej.

## Kandydaci

### Amerykańska Partia Niezależna

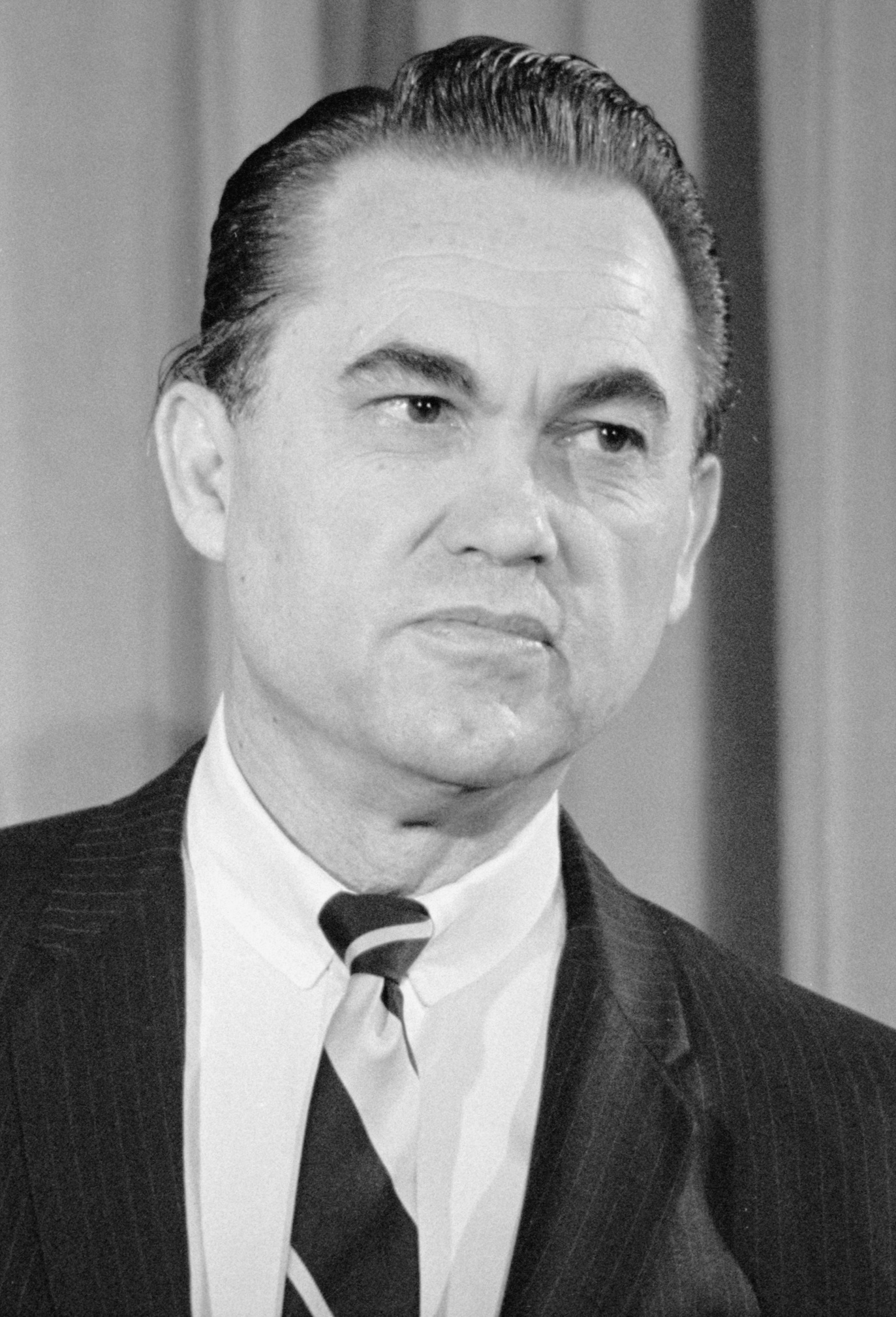
George Wallace
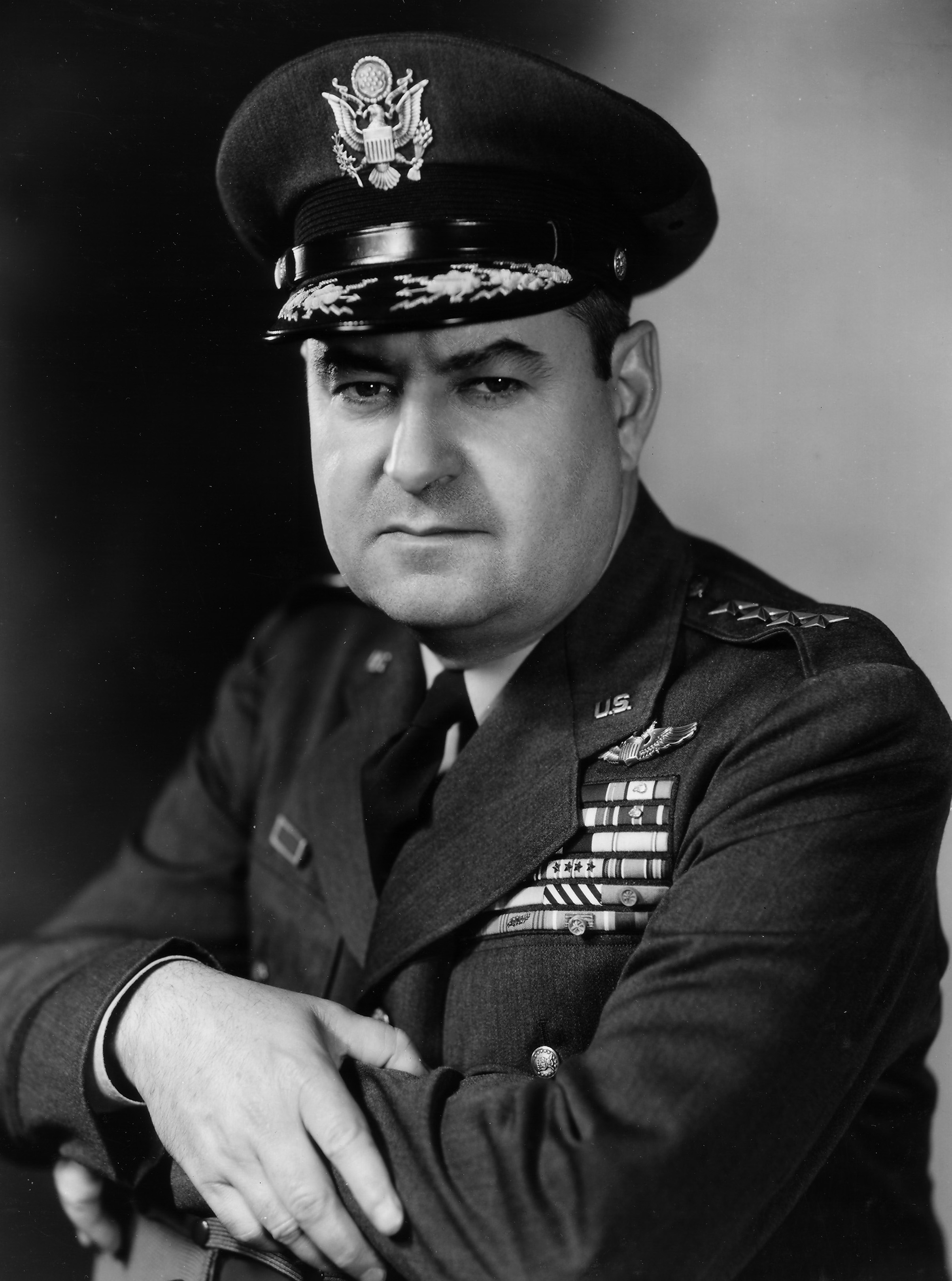
Curtis LeMay

### Partia Demokratyczna

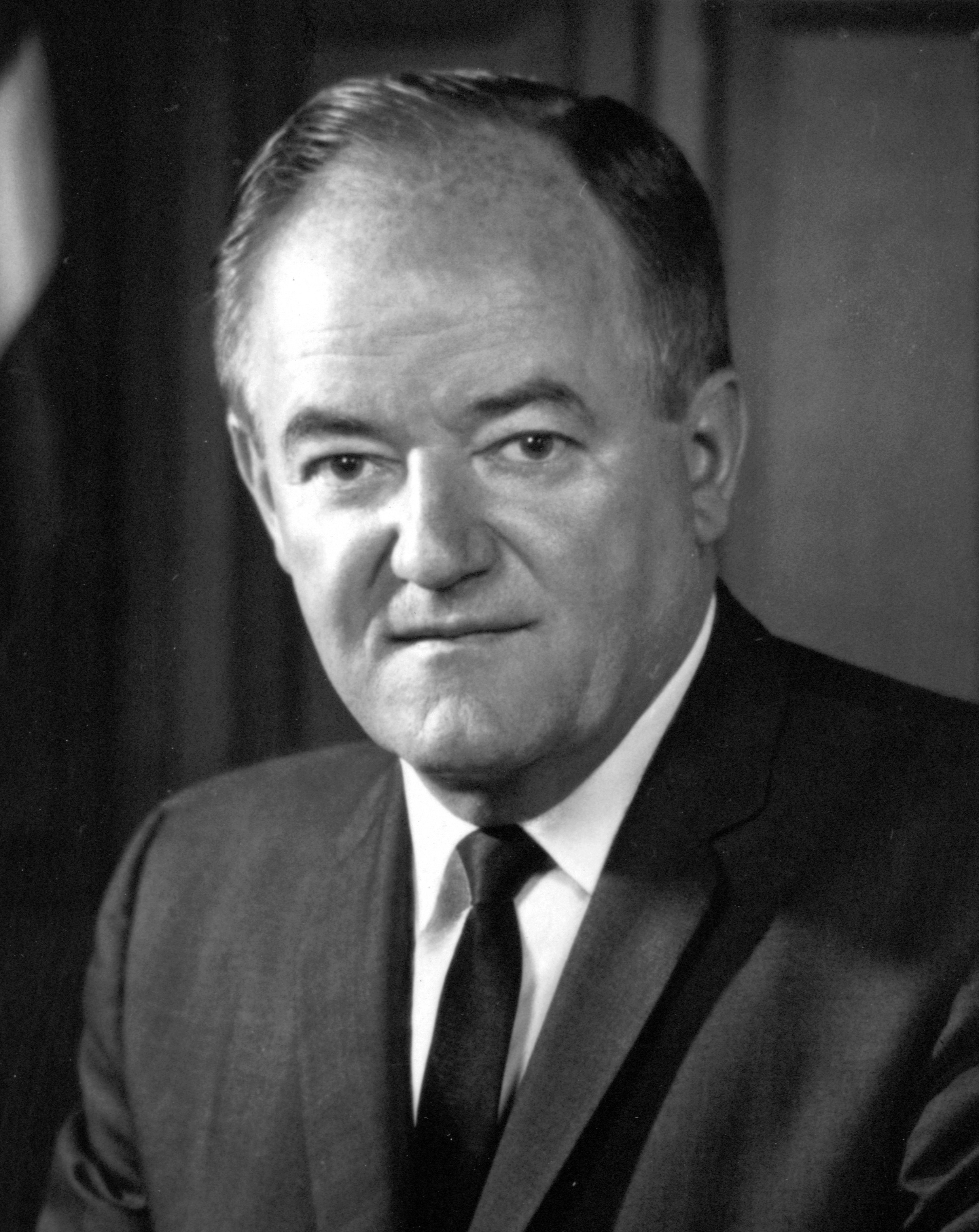
Hubert Humphrey
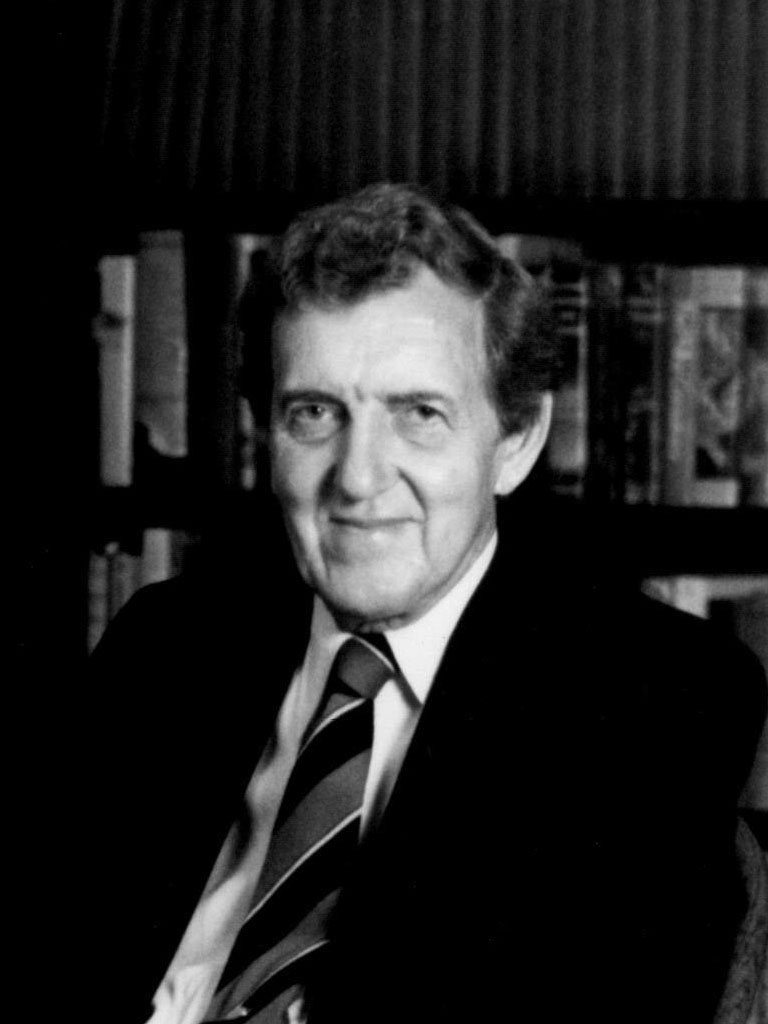
Edmund Muskie

### Partia Republikańska

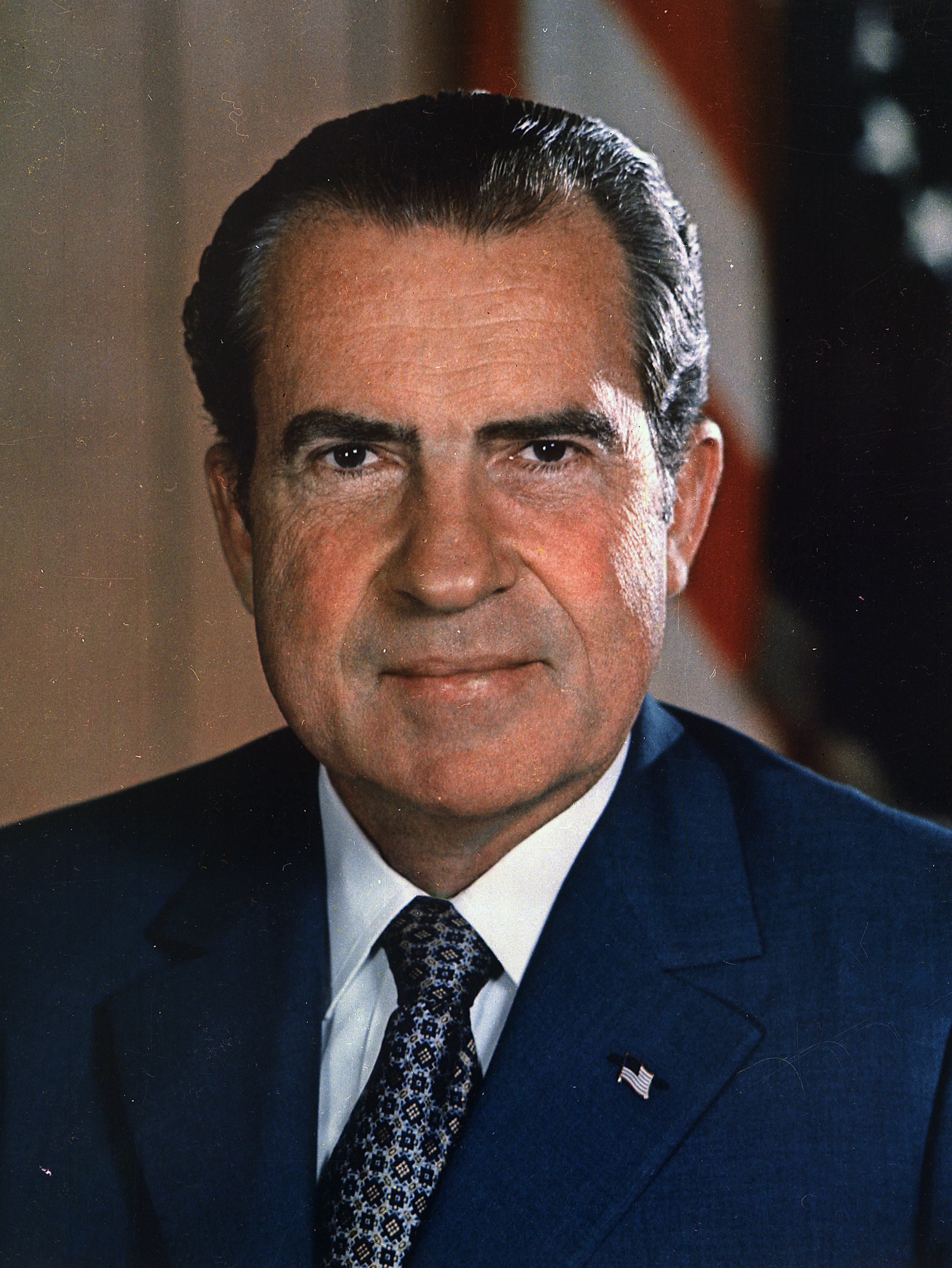
Richard Nixon
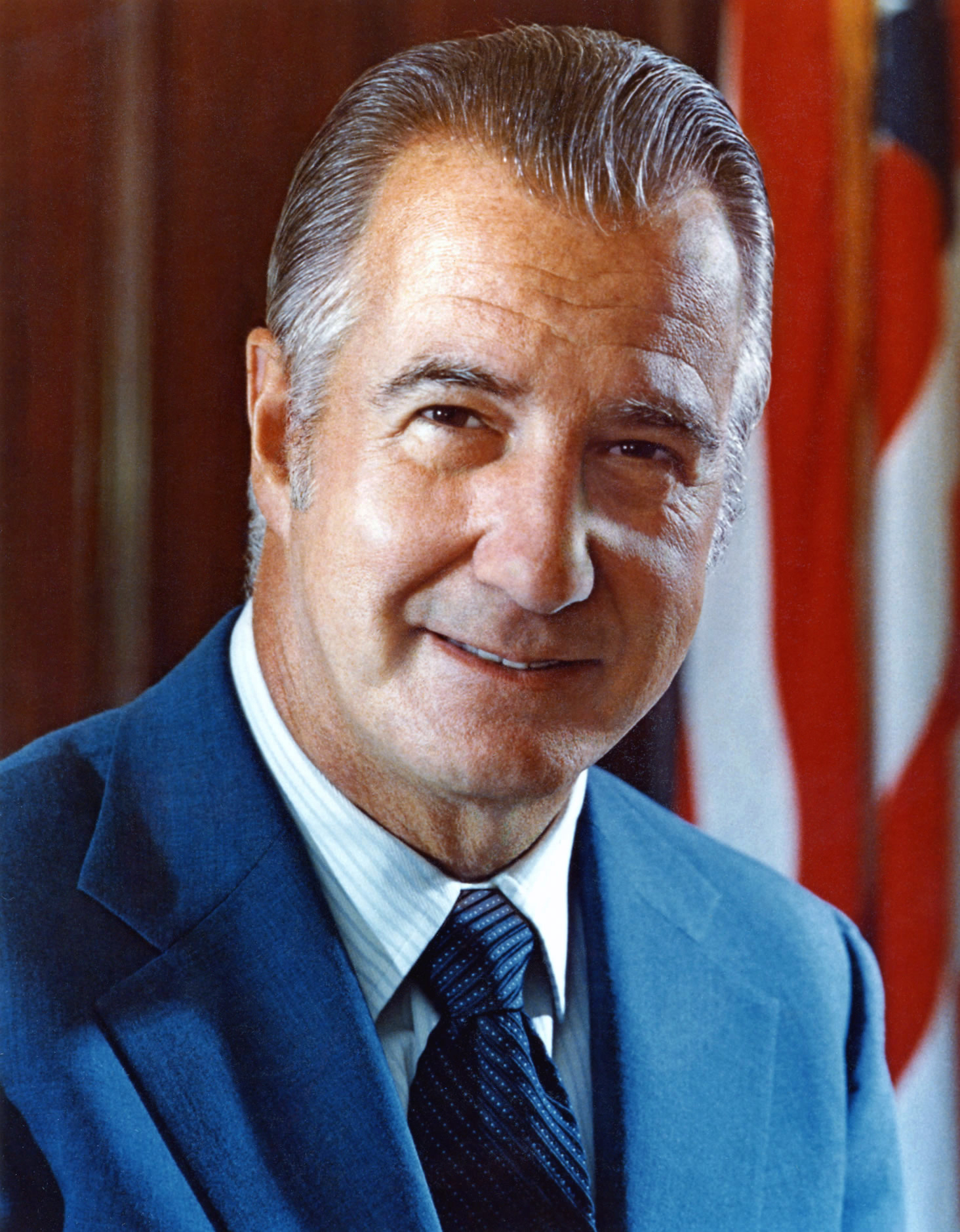
Spiro Agnew

## Wyniki głosowania
Głosowanie powszechne odbyło się 5 listopada 1968. Nixon uzyskał 43,4% poparcia, wobec 42,7% dla Humphreya i 13,5% dla Wallace’a. Ponadto, niecałe 250 000 głosów oddano na niezależnych elektorów, głosujących na innych kandydatów. Frekwencja wyniosła 60,7%. W głosowaniu Kolegium Elektorów Nixon uzyskał 301 głosów, przy wymaganej większości 270 głosów. Na Humphreya zagłosowało 191 elektorów, a na Wallace’a – 46. W głosowaniu wiceprezydenckim zwyciężył Agnew, uzyskując 301 głosów, wobec 191 dla Muskiego i 46 dla LeMaya.
Richard Nixon został zaprzysiężony 20 stycznia 1969 roku.
| Kandydat na prezydenta | Partia                          | Głosowanie powszechne | Głosowanie powszechne | Kolegium Elektorów |
| Kandydat na prezydenta | Partia                          | Głosy                 | Procent               | Kolegium Elektorów |
| ---------------------- | ------------------------------- | --------------------- | --------------------- | ------------------ |
| Richard Nixon          | Partia Republikańska            | 31 785 480            | 43,4%                 | 301                |
| Hubert Humphrey        | Partia Demokratyczna            | 31 275 166            | 42,7%                 | 191                |
| George Wallace         | Amerykańska Partia Niezależnych | 9 906 473             | 13,5%                 | 46                 |
| Łącznie                | Łącznie                         | Łącznie               | Łącznie               | 538                |

| Kandydat na wiceprezydenta | Partia                          | Kolegium Elektorów |
| -------------------------- | ------------------------------- | ------------------ |
| Spiro T. Agnew             | Partia Republikańska            | 301                |
| Edmund Muskie              | Partia Demokratyczna            | 191                |
| Curtis LeMay               | Amerykańska Partia Niezależnych | 46                 |
| Łącznie                    | Łącznie                         | 538                |